# Valentine Marcadé
Pour les articles homonymes, voir Marcadé.
Valentine Marcadé (1910-1994), née Валентина Дмитрівна Васютинська (Valentina Dmitrievna Wasiutinska) en Ukraine, émigre, avec sa famille, en Royaume de Roumanie en 1918, puis, plus tard, rejoint la France et se marie, en 1966, avec Jean-Claude Marcadé. Elle est docteur ès lettres, historienne et traductrice, spécialiste des avant-gardes en Russie et en Ukraine.
Elle est notamment reconnue pour ses travaux en collaboration avec son mari et comme auteur de ses propres monographies, qui font références : Le renouveau de l'art pictural russe, publiée en 1972 et L'art d'Ukraine, publiée en 1990.

## Biographie
Valentina Dmitrievna Wasiutinska , dite « Lialia », est née le 22 septembre 1910 à Odessa en Ukraine. Son père Dmitri Stépanovitch Wasiutinski, est diplômé de la faculté de mathématique de l'université de Novorossiïsk et sa mère est née Yevgeniya Antonovna Korbe. En 1918, la famille fuit l'Ukraine et s'installe à Sofia en Bulgarie où la jeune Valentina va suivre des cours dans une école catholique. Puis elle va en Moravie, en 1930, Valentina passe son bac à Moravská Třebová. Quelque temps plus tard, Valentina rejoint Paris, où elle assiste à des conférences de Pierre Pascal. 
En 1950, Valentine Vassutinsky, a 40 ans, lorsqu'elle rejoint l’université de Bordeaux pour y suivre un cursus d'études supérieures en philologie, langue et la littérature russe. Le 29 juin 1953, Jean-René Marcadé (père de Jean-Claude Marcadé), lui dédicace, « à Madame Vassutinsky », un exemplaire de son livre, intitulé « Cinq années de captivité », publié aux éditions Delbrel de Bordeaux, qui a reçu, en juillet 1952, le « grand prix Dominique Vecchini au XXIe Congrès des Écrivains de France ». Après cinq années de se cursus universitaire, en 1955, elle en sort diplômée. Elle enseigne pendant un temps à Bordeaux avant de retourner à Paris.

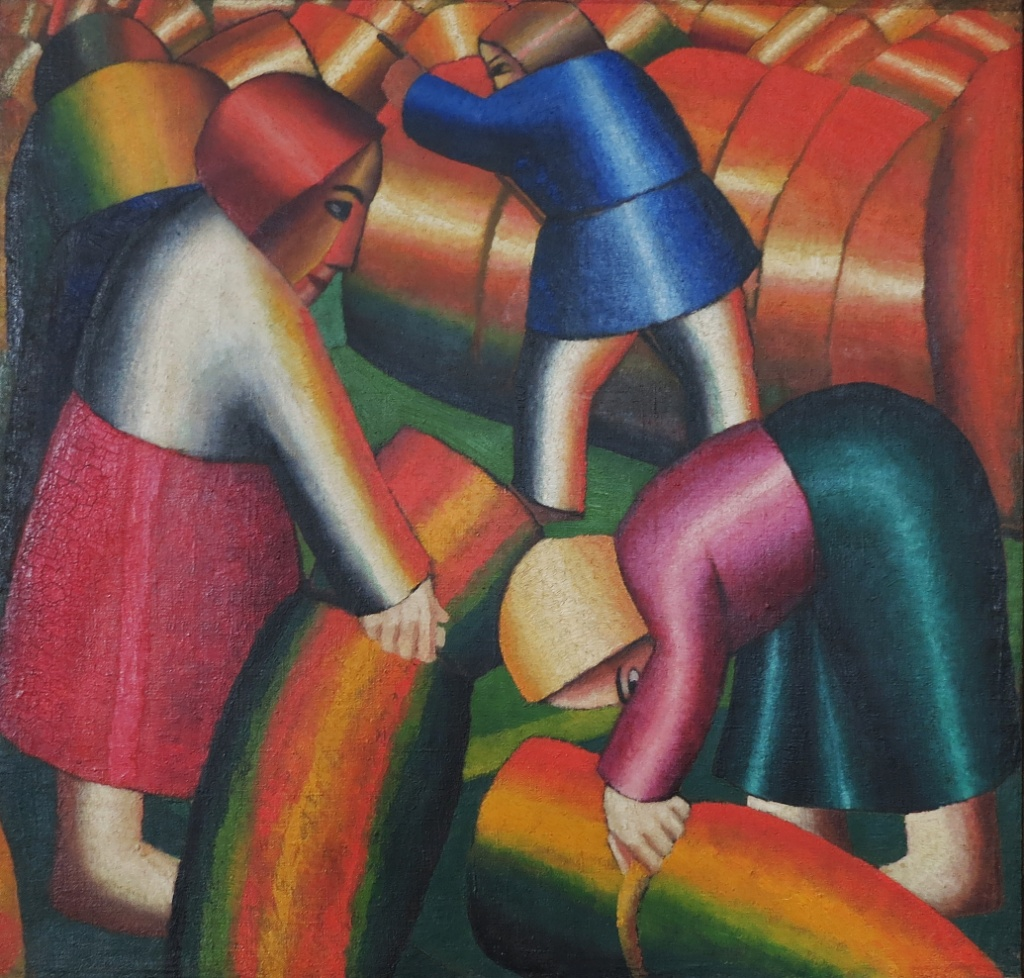
Moissonneuses
par Kasimir Malevitch (1912).

Au cours de l'année 1958, Valentine Vassutinsky et Jean-Claude Marcadé décident de vivre ensemble. C'est vers 1962, qu'elle commence ses recherches en vue d'une thèse de troisième cycle en lettres. En 1965, elle publie un article « L'effervescence intellectuelle et les recherches esthétiques des peintres russes au début du vingtième siècle » dans la revue de l'École nationale des langues orientales. Le 17 juillet 1966, Valentine Vassutinsky, 56 ans, se marie avec Jean-Claude Marcadé, 29 ans, au Skit du Saint-Esprit sur la commune du Mesnil-Saint-Denis. En janvier 1967, elle va en URSS pour un « voyage d'étude » concernant la préparation de sa thèse. D'autres voyages seront nécessaires.
Valentine Marcadé soutient sa thèse, en 1969, à la faculté des lettres et sciences humaines Paris-Nanterre, sur « le renouveau de l'art pictural russe (1863-1914) »,. Cette thèse est la base de la monographie de 395 pages, publiée en 1971 par la maison d'édition L'Âge d'Homme de Lausanne. 
Elle entame ensuite la préparation d'un doctorat d'État avec François de Labriolle comme directeur de thèse. Le 17 octobre 1981, Valentine Marcadé soutient, en ukrainien, à Institut national des langues et civilisations orientales (INALCO), qui dépend alors de l'Université Sorbonne-Nouvelle, sa thèse intitulée « contribution à l'étude de l'art pictural ukrainien ». Elle est constituée de cinq cent trente quatre pages dactylographiées et de deux cents illustrations. En novembre 1982, à l'INALCO, elle participe, en tant que « Maître assistant honoraire de russe à l'INALCO », au colloque organisé par l'INALCO, « la Renaissance nationale et culturelle en Ukraine de 1917 aux années 1930 ». Elle y fait deux communications : « La culture en Ukraine et le théâtre de Les' Kurbas » et « L'art ukrainien dans les années vingt : La première Académie Nationale Ukrainienne des Beaux-Arts (1917-1922) ».
En 1990, a lieu la publication de son ouvrage Art d'Ukraine, qui est un événement car « la restitution de la vérité historique est le premier mérite du livre », puis il apporte un complément à toutes les publications sur l'art ukrainien connues en Occident. S'il présente l'art historique il est également consacré au modernisme en Ukraine.
Valentine Marcadé meurt le 28 août 1994 à Mont-de-Marsan.

## Publications
Liste non exhaustive.

### Auteure ouvrages
- Le renouveau de l'art pictural russe, Éditions L'Âge d'Homme, coll. « Slavica - Écrits sur l'art », 1972, 395 p. (BNF 35255935).
- L'art d'Ukraine, Éditions L'Âge d'Homme, coll. « Slavica - Écrits sur l'art », 1990, 348 p. (BNF 37663451)En quatrième de couverture : Valentine Marcadé, docteur en études slaves, docteur ès lettres. Senior fellow of Columbia University, est un écrivain d'origine russe, né à Odessa, auteur de nombreux essais sur l'art et la littérature russes et ukrainiens parus en russe, en français, ukrainien, allemand, anglais ou italien. Son livre Le Renouveau de l'art pictural russe. 1863-1914 (L'Âge d'Homme. 1971) est un classique de l'histoire de l'art..

### Auteure articles
- « L'effervescence intellectuelle et les recherches esthétiques des peintres russes au début du vingtième siècle », revue de l'École Nationale des langues orientales, vol. 2,‎ 1965, p. 145-174 (SUDOC 16455596X, lire en ligne).
- « Exposition Marianna Werefkin », Le Monde,‎ 20 septembre 1963, p. 13 (lire en ligne, consulté le 28 décembre 2018).
- « Contribution à l'étude de l'art pictural ukrainien (compte rendu) », Revue des Études Slaves, t. 54, no 3,‎ 1982, p. 497-504 (lire en ligne, consulté le 28 décembre 2018).
- « La culture en Ukraine et le théâtre de Les' Kurbas », dans François de Labriolle, La Renaissance nationale et culturelle en Ukraine de 1917 aux années 1930 (Actes du colloque tenu à Paris les 25 et 26 novembre 1982), Paris, INALCO, 1986 (lire en ligne), p. 355-365.
- « L'art ukrainien dans les années vingt : La première Académie Nationale Ukrainienne des Beaux-Arts (1917-1922) », dans François de Labriolle, La Renaissance nationale et culturelle en Ukraine de 1917 aux années 1930 (Actes du colloque tenu à Paris les 25 et 26 novembre 1982), Paris, INALCO, 1986 (lire en ligne), p. 367-393.

### Co-auteur
- avec Jean-Claude Marcadé, « Des lumières du soleil aux lumières du théâtre : Georges Yakoulov », Cahiers du monde russe et soviétique, vol. 13, no 1,‎ 1972, p. 5-23 (lire en ligne, consulté le 28 décembre 2018).
- Andreenko (avec Jean-Claude Marcadé), l'Âge d'homme / Centre de diffusion de l'édition, 1978, 155 p. (BNF 34617850, lire en ligne).
- L'Avant-garde au féminin : Moscou, Saint-Petersbourg, Paris : 1907-1930 (catalogue, avec Jean-Claude Marcadé, exposition de mai à juillet 1983), Artcurial, 1983, 64 p. (BNF 34767809).

### Préfacière
- Malévitch (catalogue, avec Jean-Claude Marcadé, exposition, Paris, du 19 novembre-31 décembre 1970), Galerie Jean Chauvelin, 1970, 38 p. (BNF 34607236).

### Traductrice
- L'archer à un œil et demi : de Benedikt Livchits (traduction, annotations et préface, avec Emma Sélab et Jean-Claude Marcadé), L'Âge d'Homme, coll. « Slavica », 1971, 280 p. (BNF 34651776).
- Fable du royaume des Indes (traduit du vieux russe avec Jean-Claude Marcadé ; gravures de Staritsky), A. Sanchez, 1973, 33 p. (BNF 35284265).
- De Cézanne au suprématisme : tous les traités parus de 1915 à 1922 : par Kasimir Severinovitch Malevitch (traduction du russe avec Jean-Claude Marcadé et la collaboration de Véronique Schiltz ; préface et présentation de Jean-Claude Marcadé), Lausanne et Paris, l'Âge d'homme / Centre de diffusion de l'édition, coll. « Écrits sur l'art », 1974, 180 p. (BNF 34608560).
- La Victoire sur le soleil : opéra futuriste russe livret de A. Kroutchonukh, prologue de M. Matiouchine, décors et costumes de K. Malevitch (livret : traduction, notes et postface avec Jean-Claude Marcadé), l'Âge d'homme, 1976, 98 p. (BNF 34604570, présentation en ligne).
- Le miroir suprématiste : tous les articles parus en russe de 1913 à 1928, avec des documents sur le suprématisme : par K. S. Malévitch (traduits et annotés avec Jean-Claude Marcadé ; préface d'Emmanuel Martineau), l'Age d'homme, coll. « Slavica, Écrits sur l'art », 1993, 207 p. (BNF 35581658).
- Les arts de la représentation : izologia : de K. S. Malévitch (quatorze articles traduits de l'ukrainien et annotés avec Jean-Claude Marcadé ; suivi de Nouveaux aspects de la recherche malévitchienne par Jean-Claude Marcadé), l'Age d'homme, coll. « Slavica, Écrits sur l'art », 1994, 188 p. (BNF 37160738).
- Carnet d'un peintre d'icônes : moine Grégoire (G.I. Krug) (traduction du russe avec Jean-Claude Marcadé ; préface avec Catherine Aslanoff), l'Âge d'homme, coll. « Slavica. Écrits sur l'art », 1994, 160 p. (BNF 36157820).
- Dieu n'est pas détrôné : l'art, l'Église, la fabrique : de Kasimir Malevitch (traduction du russe avec Jean-Claude Marcadé ; postface de Jean-Claude Marcadé), l'Âge d'homme, coll. « Petite bibliothèque slave », 2002, 93 p. (BNF 38923773).